# Castle Hills (Texas)
Castle Hills es una ciudad ubicada en el condado de Béxar en el estado estadounidense de Texas. En el Censo de 2010 tenía una población de 4.116 habitantes y una densidad poblacional de 643,14 personas por km².

## Geografía
Castle Hills se encuentra ubicada en las coordenadas 29°31′29″N 98°31′9″O / 29.52472, -98.51917. Según la Oficina del Censo de los Estados Unidos, Castle Hills tiene una superficie total de 6.4 km², de la cual 6.39 km² corresponden a tierra firme y (0.08%) 0.01 km² es agua.

## Demografía
Según el censo de 2010, había 4.116 personas residiendo en Castle Hills. La densidad de población era de 643,14 hab./km². De los 4.116 habitantes, Castle Hills estaba compuesto por el 90.5% blancos, el 1.04% eran afroamericanos, el 0.32% eran amerindios, el 1.68% eran asiáticos, el 0.02% eran isleños del Pacífico, el 4.76% eran de otras razas y el 1.68% pertenecían a dos o más razas. Del total de la población el 38.9% eran hispanos o latinos de cualquier raza.

## Educación
El Distrito Escolar Independiente North East gestiona las escuelas públicas que sirven a la ciudad. Dos escuelas primarias, Castle Hills y Jackson-Keller, se localizadan en la ciudad y sirven a la ciudad. Dos escuelas secundarias en San Antonio, Jackson y Nimitz, sirven a partes de la ciudad. La Escuela Preparatoria Robert E. Lee en San Antonio sirve a todo de la ciudad de Castle Hills.